# Паула Креспі
Паула Креспі (ісп. Paula Crespí, 7 квітня 1998) — іспанська ватерполістка.
Призерка Чемпіонату світу з водних видів спорту 2017, 2019 років.